# Pyronia segurai
Pyronia segurai är en fjärilsart som beskrevs av Ramon Agenjo Cecilia 1952. Pyronia segurai ingår i släktet Pyronia och familjen praktfjärilar. Inga underarter finns listade.